# 煉獄峰
煉獄峰（英語：Purgatory Peak），是南極洲的山峰，位於維多利亞地的斯科特海岸，處於龐德峰西南面3.7公里，屬於聖約翰斯山脈的一部分，由英聯邦探險隊命名，現時由南極條約體系管理。